# 長枝簑蘚
長枝簑蘚（学名：Macromitrium formosae）为木靈蘚科簑蘚屬下的一个种。

## 扩展阅读
- 維基物種上的相關：長枝簑蘚